# Pitcairnia vargasiana
Pitcairnia vargasiana är en gräsväxtart som beskrevs av Lyman Bradford Smith. Pitcairnia vargasiana ingår i släktet Pitcairnia och familjen Bromeliaceae. Inga underarter finns listade i Catalogue of Life.